# 朱和壐
益王朱和壐（？—？），字仁接，明朝第七代益王益先王朱慈𤆃的嫡第一子。他在何時襲封益王已不可考，另《南明史》只是記載他的名字，只有《益藩朱氏宗譜》才指他有襲封益王。
後來，朱和壐去世，由兒子朱怡鎬襲封益王。